# Alnön
Alnön é uma ilha do Golfo de Bótnia, Mar Báltico, vizinha à cidade de Sundsvall, na província histórica de Medelpad, Suécia. 
Tem 8 000 habitantes e uma área de 65 km².
É de origem vulcânica, com formações geológicas raras, datada de 570 milhões de anos. 
A ilha está ligada à terra firme pela ponte Alnöbron, de 1 042 m de comprimento. 
Na época de sua inauguração, em 1964, Alnöbron era a maior ponte da Suécia. 

## Geologia
Alnön foi formada há cerca de 570 milhões de anos, provavelmente a partir de erupção vulcânica. Trata-se de uma das poucas áreas vulcânicas alcalinas no mundo, possuindo um solo rico em cal e com uma composição química incomum, tendo minerais como barita e egirina. 
Contudo, a rocha mais famosa de Alnön é a alnoita, um lamprófiro composto principalmente por biotita ou flogopita com melilita, comumente misturado a olivina, calcita e piroxena. Além disso, também se pode encontrar diamantes na ilha, mas apenas em quantidades muito pequenas.

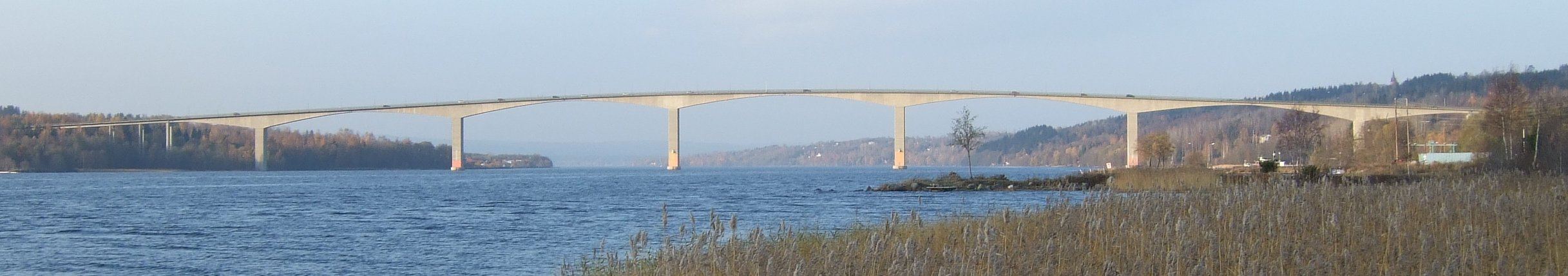
Alnöbron, a ponte que conecta Alnön à terra firme, era a maior ponte sueca em 1964, quando foi inaugurada.

## Principais localidades
A maior parte das construções de Alnön concentra-se ao longo do estreito, próximo à ponte ou no centro de Alnö, cuja população era de 4997 habitantes em 2010. Outras vilas são Ankarsvik (944 hab.), Gustavsberg (254), Hartungviken (235), Hovid (225), Hörningsholm (166) e Röde och Båräng (193 habitantes). 